# Eugène Weismann
Eugène Weismann (18 mars 1896-14 juillet 1973) est un as français de la Première Guerre mondiale crédité de sept victoires aériennes homologuées.
Après s'être engagé volontairement le 26 septembre 1914, à 18 ans, Weismann combat dans le 28e régiment d'infanterie. En 1916, il est grièvement blessé aux jambes par une grenade et perd son pied droit ainsi que tous les orteils du pied gauche. Eugène Weismann réussit cependant à être transféré dans l'aviation l'année suivante.
Pendant l'entre-deux-guerres, il travaille dans l'importation de voitures américaines et devient président de la Fédération Nationale des Combattants Volontaires (FNCV). Pendant la campagne de France, il est brièvement mobilisé comme instructeur. Par la suite, Eugène Weismann s'engage dans la résistance et participe à quelques missions de combat au sein des forces françaises libres après la Libération. Après la guerre, il soutient également Jean-François Jannekeyn, ancien camarade de la Première Guerre mondiale, qui a suivi pendant la seconde le chemin de la collaboration en étant Ministre de l'Air de Vichy.

## Biographie

### Jeunesse
Eugène Edmé Weismann naît le 18 mars 1896 dans le 18e arrondissement de Paris, où son père est un médecin réputé. Grandissant dans un milieu aisé, Eugène passe ses vacances scolaires à la mer ou à la campagne durant toute son enfance.
C'est lors d'une de ces vacances, à Pâques 1909, que le garçon effectue son premier vol en avion. En effet, la famille réside alors dans la villa d'un oncle près du Mans, lorsque Wilbur Wright fait une démonstration de son Flyer. Avec son père et ses cousins, Eugène, âgé de treize ans, s'y rend pour observer le pionnier américain de l'aviation.
Au cours d'une de ces démonstrations, un mécanicien s'approche s'approche de la foule et déclare Wright voudrait faire un vol avec un passager, et qu'il demande un volontaire, mais le plus léger possible. Eugène, toujours habillé d'un costume de marin avec un chapeau à pompon, se porte immédiatement volontaire et se retrouve (selon son propre témoignage des décennies plus tard) attaché derrière Wilbur Wright qu'il décrira plus tard comme un géant, vêtu d'une peau de chèvre qui le rend encore plus impressionnant. Après quelques tours dans les airs, Wright atterrit au bord du champ marécageux et Eugène est trempé d'une eau noire et boueuse. De retour à la villa de son oncle, il est giflé par sa mère en raison de l'état de sa tenue : « La première et la dernière gifle de ma vie... Mais je ne la regrette pas ! »,.

### Première Guerre mondiale

#### Infanterie
Lorsque la guerre éclate le 2 août 1914, Eugène Weismann est un jeune employé de banque de seulement 18 ans. Bien que n'ayant pas encore accompli son service militaire, il décide de s'engager volontairement le 26 septembre 1914 et est incorporé comme simple soldat dans le 28e régiment d'infanterie avec lequel il gagne le front le 12 octobre suivant, presque sans instruction. Il est légèrement blessé un mois plus tard à Berry-au-Bac, sur le front de Champagne, puis doit être évacué pour pieds gelés en décembre. De retour au front, il est engagé en Artois avec son unité, où Eugène est une nouvelle fois blessé près de Vimy par un éclat d'obus en mai 1915. Il retourne néanmoins au combat et est promu caporal le 2 juin 1915, puis sergent le 2 octobre. 
Volontaire pour devenir officier, Eugène Weismann est promu aspirant le 1er mai 1916 en vue d'intégrer l'école d'officiers d'active de St Cyr mais doit rejoindre son régiment pour aller combattre à Verdun avant d'avoir pu entamer sa formation. Parti au front le 24 mai, il est affecté à la 3e compagnie. Le 31 mai 1916, les Allemands lancent une violente attaque qui enlève plusieurs lignes de tranchées et anéantit plusieurs éléments du 28e régiment, pourtant placé en réserve. La 3e compagnie de l'aspirant Weismann, stationnée entre le Fort de Souville et le bois de Vaux-Chapitre, tient la dernière ligne en subissant de lourdes pertes. C'est au cours de ces combats qu'Eugène Weismann est grièvement blessé le 1er juin 1916, lorsque des éclats de grenade lui déchiquètent les pieds,. Il est immédiatement évacué vers l'arrière et arrive à l'hôpital Saint Lambert, dans le 15e arrondissement de Paris le 25 juin. Là, il est pris en charge par son propre père, qui exerce toujours son métier de médecin. Il doit subir une amputation métatarsienne (ne conservant que le talon) du pied droit et de la quasi-totalité des orteils de son pied gauche. Cette blessure vaudra à Weismann d'être décoré de la médaille militaire le 13 juin 1916.
Malgré sa grave blessure et la longue convalescence qui l'attend, Eugène Weismann refuse toutefois d'être réformé et demande une nouvelle affectation où il pourra continuer à s'impliquer dans l'effort de guerre.

### Aviation
Le 3 juin 1917, Eugène est muté dans l'aviation et se met en route à destination du centre de Cazaux, en Gironde, pour être instruit au tir à la mitrailleuse, malgré le fait qu'il soit toujours incapable de marcher seul. Après un voyage en wagon-lit, ce sont finalement les autres élèves de Cazaux qui prennent en charge sa rééducation. Là, il suit l'entraînement standard de tous les pilotes français. 
Mais l'école de tir de Cazaux présente une particularité qui permet à Eugène Weismann d'accomplir son premier vol de guerre bien plus tôt que prévu. En effet, l'école comprend une escadrille d'hydravions FBA dans laquelle volent les instructeurs et qui sert de supplétif à l'aviation maritime pour patrouiller le long du littoral atlantique. Au cours de sa formation, Weismann se trouve sur le chemin d'un pilote ne parvenant pas à trouver son mitrailleur habituel alors qu'il doit décoller pour une alerte au sous-marin. Le jeune élève mitrailleur est donc choisi dans l'urgence pour faire office de tireur, mais s'embarque dans l'appareil en pensant qu'il s'agit d'un vol d'instruction. Lorsque le pilote de l'hydravion lui crie de larguer les bombes au-dessus de l'estuaire de la Gironde, il le fait, toujours sans se douter qu'il ne s'agit pas d'un exercice. Le lendemain, il signale à ses camarades après l'avoir lu dans un journal qu'un avion français a attaqué un sous-marin allemand dans l'estuaire, avant qu'ils ne lui fassent comprendre que c'était en réalité son appareil.
Finalement, après son stage à Cazaux, Eugène Weismann devient instructeur de tir aérien à l'école d'Avord le 17 juillet 1917. Ce poste ne le satisfait pas, et il demande le 30 septembre suivant son affectation au Groupe des Divisions d'Entraînement (GDE), en attendant d'être transféré dans une unité combattante. C'est chose faite le 22 novembre, quand il est affecté en tant que mitrailleur à l'escadrille SOP 132, équipée comme son nom l'indique d'appareils Sopwith. L'escadrille est cependant très rapidement rééquipée de Breguet 14 de bombardement. Eugène retourne donc au GDE entre décembre 1917 et janvier 1918 pour se former avant de revenir dans son unité, désormais nommée escadrille BR 132,. Cette dernière est par ailleurs amalgamée à d'autres éléments du groupe de bombardement no 4 au sein d'une division aérienne chargée de reprendre aux Allemands la supériorité aérienne et donc constamment envoyée dans les secteurs les plus actifs du front.

Eugène Weismann, désormais sous-lieutenant à titre temporaire, multiplie les sorties comme mitrailleur dans le contexte des offensives de printemps menées par les Allemands. L'escadrille BR 132 attaque tout particulièrement les lignes de ravitaillement allemands sur la Marne lors de la deuxième bataille de la Marne. Il dira : 
Pendant l'affaire des passerelles de la Marne, nous avons effectué un travail énorme, de l'ordre de 2 ou 3 missions par jour. Les pertes ont été considérables. Ce sont surtout les Breguet 14 qui ont arrêté l'infanterie allemande. Or, pour atteindre ces ponts, il fallait descendre extrêmement bas, de l'ordre de 15 à 20 mètres, pour larguer les bombes et les mitrailler...
Quelques jours plus tard, en compagnie d'Antoine Paillard, autre as de la guerre, Weismann participe au bombardement et au mitraillage en rase-motte d'un convoi de ravitaillement allemand. Pour cette action, les deux hommes n'avaient pas l'aval de leur hiérarchie, qui désapprouvait le mitraillage de cible loin en arrière du front. 

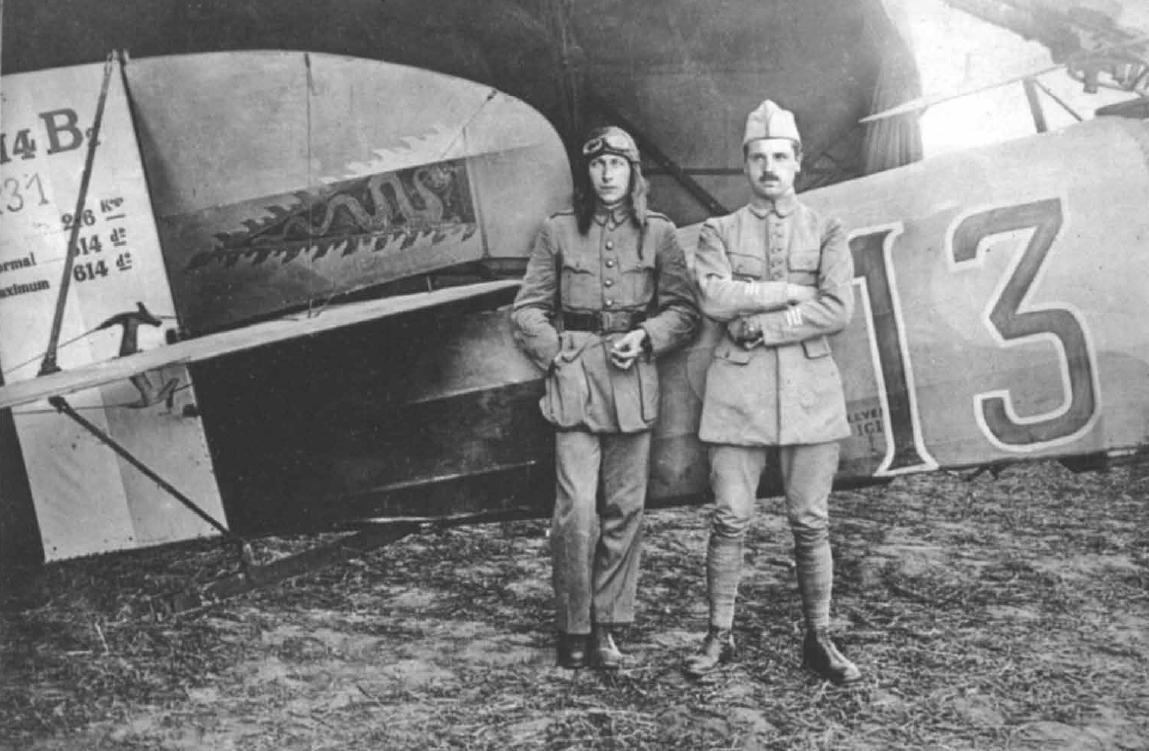
Eugène Weismann et Jean-François Jannekeyn.

Le 2 juin 1918, Weismann remporte sa première victoire aérienne, en tant que mitrailleur, conjointement avec deux autres équipages, pour avoir abattu l'un des chasseurs allemands qui avait attaqué le groupe et en avoir sévèrement endommagé un autre,. Le 22 août suivant, Weismann abat un nouveau chasseur ennemi lors d'un vol effectué en compagnie du capitaine Jean-François Jannekeyn, qui deviendra plus tard son ami,.

Trois semaines plus tard, le 14 septembre, Eugène participe à un très violent combat aérien au dessus de la gare de Conflans-Jarny, en Meurthe-et-Moselle, qu'il qualifiera lui-même de « plus long combat aérien de la guerre ». À 8 h 30 ce jour-là, une noria de 28 Breguet 14 et de 5 Caudron R.11 d'escorte s'élancent pour bombarder la gare, en soutien aux opérations américaines au sol. Mais comme le décrit Eugène Weismann, cette opération se fait dans des conditions très difficiles :

Le temps était étouffant, un vent énorme soufflait d'ouest en est. Le rendez-vous était donné à la verticale d'un petit clocher. Nous devions bombarder à 3 000 mètres. J'y arrive, pas de BR 134, et le BR 131 ne nous avait pas attendu. Jannekeyn commande « on y va ». Pourtant, à Conflans-Jarny, il y avait l'escadrille Richthofen. Le Kaiser et le Konprinz faisaient une inspection ce jour-là et il y avait des démonstrations de vol... J'ai parlé plus tard avec le maire de Conflans-Jarny, et il a estimé à 73 le nombre d'avions allemands qui nous ont attaqués. Quatorze ou quinze avions sont tombés en flammes. Extraordinairement, le combat aérien a duré 45 minutes. Nous avons fait notre bombardement sur la station, mais quand nous avons voulu revenir, nous avions un fort vent de face de 100 km/h. Nous n'avancions pas et avons perdu beaucoup d'équipages.
Dans le combat de Conflans-Jarny, les équipages français parviennent à abattre huit Fokker D.VII (soit moins que le bilan dressé par Weismann dans son témoignage). Quatre de ces victoires sont créditées à l'escadrille 132. Toutefois, les quatre victoires sont attribuées à chacun des quatre pilotes et des quatre mitrailleurs de l'escadrille ayant pris part à l'affrontement. Cela a pour effet de faire d'Eugène Weismann un as, mais aussi d'attribuer 32 victoires au total aux membres de l'unité pour seulement quatre avions abattus, ce qui aide à remonter le moral des survivants et alimente la propagande,.
Le sous-lieutenant Weismann termine la guerre avec 47 missions de bombardement et 26 combats aériens à son actif,. Pour ses actions, il a été décoré de la Légion d'honneur ainsi que de la Médaille militaire et de la Croix de Guerre (avec six palmes représentant ses citations à l'ordre de l'armée).

### Entre-deux-guerres
Eugène Weismann n'est démobilisé que le 8 avril 1919 mais est maintenu dans l'armée de réserve malgré ses blessures. Il est d'ailleurs promu lieutenant de réserve le 6 mai 1920. Dans les années 1920, il fonde en région parisienne une société spécialisée dans l'importation d'automobiles Ford, Mercury et Lincoln. Parallèlement à ses activités professionnelles, il milite dans les associations d'anciens combattants et devient en 1936 le président de la Fédération nationale des combattants volontaires.

### Seconde Guerre mondiale

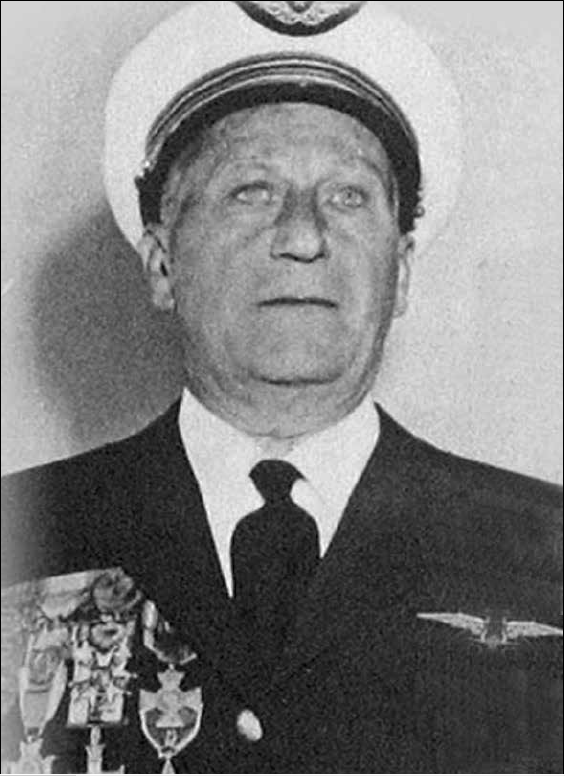
Eugène Weismann après la Seconde Guerre mondiale.

Lorsque la Seconde Guerre mondiale éclate, Eugène Weismann est rappelé dans l'armée de l'air et mobilisé comme instructeur au centre d'instruction au bombardement de Caen le 9 octobre 1939. Promu grand officier dans l'ordre de la Légion d'honneur le 30 décembre suivant, il contribue à modernisation de l'armée de l'air française en formant des équipages avant leur déploiement au front. Eugène est cependant démobilisé le 2 août 1940 après la victoire allemande sur la France, et se retire dans la région parisienne désormais occupée. Pendant l'Occupation, il met son implication dans le milieu des anciens combattants au service de la Résistance, notamment en s'engageant au sein d'un réseau de résistants basé à Neuilly. Il prend également part à la libération de Paris en officiant au sein du quartier général des FFI de l'ouest de la capitale.
En septembre 1944, Eugène Weismann se porte volontaire pour reprendre du service dans l'armée de l'air. Cependant, son souhait d'être affecté à une unité de combat n'est pas exaucé, et il est mis à la disposition du général Édouard Corniglion-Molinier, qui commande les forces aériennes de l'Atlantique, en tant qu'officier de liaison. Par la suite, il est officier de liaison auprès des forces aériennes américaines, un emploi de bureau qu'il occupe au Ministère de l'Air. 
Malgré ces postes administratifs, Eugène Weismann trouve un moyen de prendre part à des missions de combat à partir de février 1945 lorsqu'il apprend qu'un groupe de reconnaissance français recherche des volontaires pour des missions d'observation. En tout, il effectue une vingtaine de vols d'observation d'artillerie sur Fieseler Storch. C'est pour l'une de ces missions qu'il reçoit une citation : bien qu'il ait manqué la cible initialement prévue, un tir qu'Eugène avait guidé toucha un dépôt de munitions allemand. Selon lui, cette centaine d'heures de vol a « effacer [ses] souvenirs désagréables de 1940 ». 
Eugène Weismann termine la Seconde Guerre mondiale en étant décoré de la croix de guerre 39-45 avec deux palmes ainsi que de plusieurs décorations américaines.

### Après-guerre et fin de vie
Peu de temps après la défaite de l'Allemagne, le 16 juillet 1945, il propose au ministère de l'Air la création d'une petite compagnie de transport aérien, la Compagnie Air Transport, dont il est le cofondateur avec son ami aviateur Louis-Jacques Ottensooser. Équipés de Bristol Freighter, les deux hommes transportent des fromages entre Caen et l'Angleterre en 1947 (ce qui leur vaut le sobriquet de « camembert airlines »), ainsi que la presse parisienne en Afrique du Nord en 1949. Cette année-là, la petite compagnie fusionne avec la compagnie générale transsaharienne, qui sera elle-même absorbée par Air Algérie. 
Après la guerre, Eugène Weismann défendra également son ancien ami et pilote Jean-François Jannekeyn, qui avait été secrétaire d’État à l'aviation sous le gouvernement de Vichy et se trouvait donc accusé de faits de collaboration. Eugène Weismann reste dans la réserve de l'armée de l'air jusqu'en 1952 et participe à quelques périodes d'exercices en tant qu'officier d'état-major avant de prendre définitivement sa retraite. Jusqu'à la fin de sa vie, il reste engagé dans diverses associations d'ancien combattant, reprenant notamment jusqu'en 1966 la présidence de la Fédération nationale des combattants volontaires.
Eugène Weismann meurt le 14 juillet 1973 à Paris, à l'âge de 77 ans et est enterré au cimetière de Bagneux.